# Shefqet Vërlaci

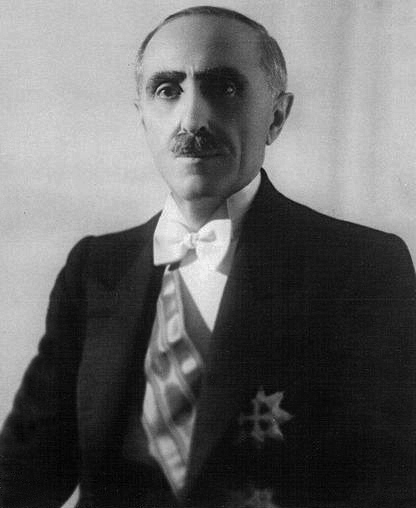
Shefqet Bej Vërlaci (1940)

Shefqet Bej Vërlaci (* 15. Dezember 1877 in Elbasan; † 21. Juli 1946 in Zürich) war ein albanischer Politiker und zweifacher Premierminister Albaniens.
Vërlaci war einer der größten Großgrundbesitzer Albaniens. Er war der Führer der größten konservativen Partei des Landes, der Fortschrittspartei. Er setzte sich entschieden gegen jede Agrarreform und für die Großgrundbesitzer ein.
Vom 5. März bis 27. Mai 1924 war er erstmals Ministerpräsident. Er löste – als eine Art Stellvertreter – Ahmet Zogu ab, der kurz zuvor bei einem Attentat angeschossen worden war. Damals stand Vërlaci in enger Beziehung mit dem späteren König, der seit 1922 mit seiner Tochter Fatima verlobt war. Die Verbindung mit der einflussreichen Familie Vërlaci war ein wichtiger Schritt für Zogus Aufstieg. Es gelang Vërlaci aber nicht, die immer unruhiger werdende Lage im Lande unter Kontrolle zu bringen. Kurz nach der Ermordung Avni Rustemis musste er seinen Posten räumen und nach Italien fliehen. Sein als Nachfolger eingesetzter Außenminister Iljaz Vrioni hielt sich nur wenige Tage im Amt; Zogus Gegenspieler kamen an die Macht und Fan Noli wurde im Juni Ministerpräsident.
Nachdem die Verlobung 1926 ohne Angaben von Gründen durch Zogu aufgelöst worden war, standen die beiden Männer aber in Feindschaft zueinander. In jenem Jahr plante er einen Aufstand gegen Zogu, der erneut der Regierung vorstand. Auch 1935 war er Mitanführer eines Aufstands gegen Zogu, der zwischenzeitlich König war. Mittlerweile hatte Vërlaci in Italien Zuflucht gefunden.
Kurz nachdem Italien Albanien besetzt hatte, wurde Vërlaci am 12. April 1939 als Ministerpräsident einer Marionettenregierung eingesetzt. Er galt als vehementer Gegner Zogus und hatte schon lang eine enge Beziehung zu den italienischen Faschisten gepflegt. Die Italiener ernannten ihn zudem zum italienischen Senator. Als im Mai 1941 König Viktor Emanuel III. Albanien besuchte, wurde auf ihn und Vërlaci geschossen. Im Dezember 1941 wurde Vërlaci abgesetzt, da Ruhe und Ordnung im Land nicht durchgesetzt werden konnte, und durch Mustafa Kruja ersetzt, der kein Großgrundbesitzer war. In der Folge engagierte sich Vërlaci sogar gegen die italienischen Besatzer.
Nach der kommunistischen Machtübernahme wurde Vërlaci enteignet. Er flüchtete nach Italien und starb 1946 in Zürich.